# Uncicauda
Uncicauda is een geslacht van steenvliegen uit de familie Gripopterygidae. De wetenschappelijke naam van het geslacht is voor het eerst geldig gepubliceerd in 2007 door McLellan & Zwick.

## Soorten
Uncicauda omvat de volgende soorten:
- Uncicauda pirata McLellan & Zwick, 2007
- Uncicauda testacea (Vera, 2006)